# Heterorhabdus austrinus
Heterorhabdus austrinus är en kräftdjursart som beskrevs av Giesbrecht 1902. Heterorhabdus austrinus ingår i släktet Heterorhabdus och familjen Heterorhabdidae. Inga underarter finns listade i Catalogue of Life.